# Piotr Mowlik
Piotr Mowlik (né le 21 avril 1951 à Rybnik en Pologne) est un footballeur international polonais, qui évoluait au poste de gardien de but.

## Biographie

### Carrière en sélection
Avec l'équipe de Pologne, il joue 21 matchs (pour aucun but inscrit) entre 1974 et 1981. Il figure dans le groupe des sélectionnés lors de la coupe du monde de 1982.
Il participe également aux JO de 1976.

## Palmarès
| \| Legia Varsovie - Coupe de Pologne (1) : - Vainqueur : 1972-73. \| \| Lech Poznań - Championnat de Pologne (1) : - Champion : 1982-83. - Coupe de Pologne (1) : - Vainqueur : 1981-82. \| |  | Pologne - Jeux olympiques : - Argent : 1976.                                                                     |
| Legia Varsovie - Coupe de Pologne (1) : - Vainqueur : 1972-73. |  | Lech Poznań - Championnat de Pologne (1) : - Champion : 1982-83. - Coupe de Pologne (1) : - Vainqueur : 1981-82. |